# 末柄里惠
末柄里惠（日语：／ Suegara Rie，1990年1月8日—），是日本的女性聲優，賢Production所屬。

## 人物
2010年從AMUSEMENT MEDIA綜合學院畢業。之後進入賢Production的附屬養成所School Duo（第12期生），2012年4月加入賢Production。
2013年在《偶像大師 百萬人演唱會！》演出的豐川風花是第一次所配有名字的角色。同年9月為電視動畫《魔鬼戀人》的小森唯配音，也是初次接演主角的作品。
出身神奈川縣，興趣是唱歌與軟式網球。

## 演出作品
※粗體字表主要角色。

### 電視動畫
2013年
- 魔鬼戀人（小森唯[5]）

2014年
- 魔法科高中的劣等生（觀眾）
- 排球少年！！（烏野女子A、烏野女子B、學生C）
- RAIL WARS! -日本國有鐵道公安隊-（小孩、迷路的孩子、智慧型手機語音）
- 少年好萊塢 -HOLLY STAGE FOR 49-（日语：少年ハリウッド）（女性）
- 刀劍神域II（播報員、接待人員）
- 牙狼〈GARO〉 -炎之刻印-（無名#11）

2015年
- DOG DAYS"（星之民）
- 靈感少女（女孩子、女性幽靈、男孩子）
- 雙槍激鬥（小孩）
- 歌之王子殿下 真愛革命（工作人員）
- 魔鬼戀人 MORE,BLOOD（小森唯[6]）

2016年
- 排球少年！！第二季（烏野女子排球部）
- 紅殼的潘朵拉（社員）
- Divine Gate（莫德雷德、赤音的母親）
- 幸運邏輯（本部職員B、本部職員）
- D.Gray-man HALLOW（蒂瓦葛）
- 超心動！文藝復興（女子學生）
- 無畏魔女（雁淵孝美[7]）
- 排球少年！！烏野高中VS白鳥澤學園高中（烏野排球部女子）

2018年
- 童話魔法使（土御門靜[8]）
- 爆肝工程師的異世界狂想曲（オーナ）
- 伊藤潤二驚選集（富江）
- 雷頓 不可思議偵探社 ～卡特莉的解謎事件簿～（安特莉亞·昆特、電影女演員）
- 百鍊霸王與聖約女武神（菲麗希亞[9]）
- 遙的接球（托馬斯·惠美理）

2019年
- 異世界超能魔術師（長袍女／夏洛特）
- 崛起！萌獸寵物店（弘之、埃德加多·拉緹絲·阿爾特娜）

2020年
- 神之塔（安德羅西·吉黑德[10]）

2021年
- 世界魔女出發！（雁淵孝美）
- 演劇偶像（キャスター）

2022年
- 點滿農民相關技能後，不知為何就變強了。（女魔族）
- 孤獨搖滾！（後藤美智代）

2024年
- 神之塔（第2期）（安德羅西·吉黑德[11]）

2025年
- 我想蹺掉太子妃培訓（瑪莉亞[12]）

### OVA
2015年
- 魔鬼戀人（小森唯）
- 我們大家的河合莊（女子）

2017年
- 無畏魔女 聖彼得堡大戰略（雁淵孝美）

2018年
- 伊藤潤二驚選集 電視未放送集數「富江」Part1、2（富江[13]）- DVD 中卷&下卷特典

### 劇場版動畫
2011年
- 超時空要塞Frontier～戀離飛翼～

2014年
- 回憶中的瑪妮（女學生）

### 遊戲
2013年
- 偶像大師 百萬人演唱會！（豐川風花[14]）

2014年
- 鬥神都市（日语：闘神都市）（茱里[15]、等級神[16]、雫[17]）
- 東京七姐妹（川澄詩沙羅[18]）
- 高达破坏者2（席娜·海森堡）

2015年
- 幸運草圖書館的居民們（幸葉[19]）
- Diss World（普羅米修斯）

2017年
- 偶像大師 百萬人演唱會！劇場時光（豐川風花）

2018年
- 闪耀幻想曲（托马斯·惠美里）
- 怪物彈珠（足利義教、奈落）

2019年
- 鳥籠 廢鐵進行曲（珠希[20]）
- 第五人格（夢之魔女 描かれた女-富江[21]、夢之魔女 川上富江[22]）
- 天華百劍 -斬-（西蓮[23]）
- FFBE 幻影戰爭 WAR OF THE VISIONS（敏武[24]）

2021年
- Fate/Grand Order（伽拉忒亞）

2023年
- 白夜极光（克莉絲汀）
- 崩壞：星穹鐵道（白珩）

### 影像商品
- 偶像大師 百萬人演唱會！ Live Blu-ray（2015年－2018年）
  - 2ndLIVE ENJOY H@RMONY!! Day2[25]
  - 3rdLIVE TOUR BELIEVE MY DRE@M!! 04@OSAKA【DAY2】[26]
  - 4thLIVE TH@NK YOU for SMILE! COMPLETE THE@TER[27]
  - 4thLIVE 【DAY3】[28]
  - EXTRA LIVE MEG@TON VOICE![29] - 「THE@TER GENERATION 11 UNION!!」 同梱
  - THE IDOLM@STER 765 MILLIONSTARS HOTCHPOTCH FESTIV@L!! 【DAY2】[30]
  - 5thLIVE BRAND NEW PERFORM@NCE!!! COMPLETE THE@TER[31]
  - 5thLIVE 【DAY1】[32]
- 「無畏魔女」片尾曲精選 附贈DVD限定盤（2016年）[33] - 聲優對談
- KENPROCK Festival 2017 LIVE Blu-ray（2017年）[34]
- 愛美與遙的2年A班青春Acty部! FANDISK 4（2018年）[35]
- 百鍊霸王與NICO生的美聲武神 剪輯（2018年）[36] - BD&DVD第2卷-第4卷 特典映像
- 童話魔法使 NICONICO直播特別節目影像（2018年）－BD第1卷、第3卷、第5卷 初回限定特典
- 童話魔法使 聲優綜藝影像「もうひとつの“ヘクセンナハト”」Part1-6（2018年－2019年） - BD第1巻-第6巻 映像特典
- t7s 4th Anniversary Live -FES!! AND YOUR LIGHT- in Makuhari Messe（2019年）[37]

### 音樂CD
| 發售日期 | 標題                                                            | 名義 | 樂曲                               | 商業搭配                              |
| 2013年   | 2013年                                                          | 2013年 | 2013年                             | 2013年                                |
| -------- | --------------------------------------------------------------- | --- | ---------------------------------- | ------------------------------------- |
| 4月24日  | THE IDOLM@STER LIVE THE@TER PERFORMANCE 01 Thank You!           | 765 MILLIONSTARS | 「Thank You!」                     | 遊戲「偶像大師 百萬人演唱會！」主題曲 |
| 4月24日  | THE IDOLM@STER LIVE THE@TER PERFORMANCE 01 Thank You!           | 765THEATER ALLSTARS | 「Thank You! （765THEATER ver.）」 | 遊戲「偶像大師 百萬人演唱會！」主題曲 |
| 6月26日  | THE IDOLM@STER LIVE THE@TER PERFORMANCE 03                      | 豐川風花（末柄里惠） | 「橙空之下」                       | 遊戲「偶像大師 百萬人演唱會！」角色歌 |
| 6月26日  | THE IDOLM@STER LIVE THE@TER PERFORMANCE 03                      | 我那覇響（沼倉愛美）、春日未來（山崎遙）、豐川風花（末柄里惠）、望月杏奈（夏川椎菜）、橫山奈緒（渡部優衣） | 「PRETTY DREAMER」                 | 遊戲「偶像大師 百萬人演唱會！」角色歌 |
| 2014年   |                                                                 | |                                    |                                       |
| 9月24日  | THE IDOLM@STER LIVE THE@TER HARMONY 04                          | Eternal Harmony 如月千早（今井麻美）、艾米莉・斯圖亞特（郁原優）、茱莉亞（愛美）、德川茉莉（諏訪彩花）、豐川風花（末柄里惠）                                                                                                 | 「Eternal Harmony」                | 遊戲「偶像大師 百萬人演唱會！」角色歌 |
| 9月24日  | THE IDOLM@STER LIVE THE@TER HARMONY 04                          | Eternal Harmony 如月千早（今井麻美）、艾米莉・斯圖亞特（郁原優）、茱莉亞（愛美）、德川茉莉（諏訪彩花）、豐川風花（末柄里惠）                                                                                                 | 「Welcome!!」                      | 遊戲「偶像大師 百萬人演唱會！」角色歌 |
| 9月24日  | THE IDOLM@STER LIVE THE@TER HARMONY 04                          | 豐川風花（末柄里惠） | 「bitter sweet」                   | 遊戲「偶像大師 百萬人演唱會！」角色歌 |
| 2016年   |                                                                 | |                                    |                                       |
| 1月27日  | THE IDOLM@STER LIVE THE@TER DREAMERS 05                         | 木下日向（田村奈央）、四条貴音（原由實）、豐川風花（末柄里恵）、野野原茜（小笠原早紀）、雙海亞美（下田麻美）・松田亞利沙（村川梨衣）、三浦梓（高橋智秋）、百瀨莉緒（山口立花子）、橫山奈緒（渡部優衣）、伴田路子（中村溫姬） | 「Dreaming!」                      | 遊戲「偶像大師 百萬人演唱會！」角色歌 |
| 1月27日  | THE IDOLM@STER LIVE THE@TER DREAMERS 05                         | 四条貴音（原由實）、豐川風花（末柄里恵） | 「秘密のメモリーズ」               | 遊戲「偶像大師 百萬人演唱會！」角色歌 |
| 1月30日  | HE IDOLM@STER LIVE THE@TER SOLO COLLECTION Vo.03 Visual Edition | 豐川風花（末柄里恵） | 「PRETTY DREAMER」                 | 遊戲「偶像大師 百萬人演唱會！」角色歌 |

## 外部連結
- （日語）事務所公開簡歷
- 末柄里惠的X（前Twitter）